# Pailly (Yonne)
Pailly es una localidad y comuna francesa situada en la región de Borgoña, departamento de Yonne, en el distrito de Sens y cantón de Sergines.

## Demografía
| 458 | 425 | 465 | 434 | 445 | 445 | 426 | 387 | 431 | 404 | 413 | 400 | 379 | 356 | 346 | 346 | 315 | 329 | 332 | 301 | 248 | 265 | 245 | 238 | 241 | 214 | 183 | 178 | 152 | 155 | 171 | 198 | 223 |
| Para los censos de 1962 a 1999 la población legal corresponde a la población sin duplicidades (Fuente: INSEE [Consultar]) |     |     |     |     |     |     |     |     |     |     |     |     |     |     |     |     |     |     |     |     |     |     |     |     |     |     |     |     |     |     |     |     |